# Sociologia formal
Sociologia formal é uma abordagem sociológica que estuda a forma de um dado relacionamento social, e não o relacionamento em si. Segundo essa abordagem, associada a Georg Simmel e Max Weber, a forma de um relacionamento social, como por exemplo a competição, apresentaria as mesmas propriedades em várias situações diferentes, isto é, seria substancialmente a mesma no mercado de trabalho, em um ginásio esportivo ou em qualquer outra dimensão. Georg Simmel, influenciado pela filosofia kantiana, cunhou a expressão em 1908, quando afirmou a importância de tal distinção para o entendimento da vida social (ou da socialização). Max Weber procurou delinear as formas fundamentais da interação humana seguindo princípios que são normalmente associados à sociologia formal.